# إيبي (نبيل)

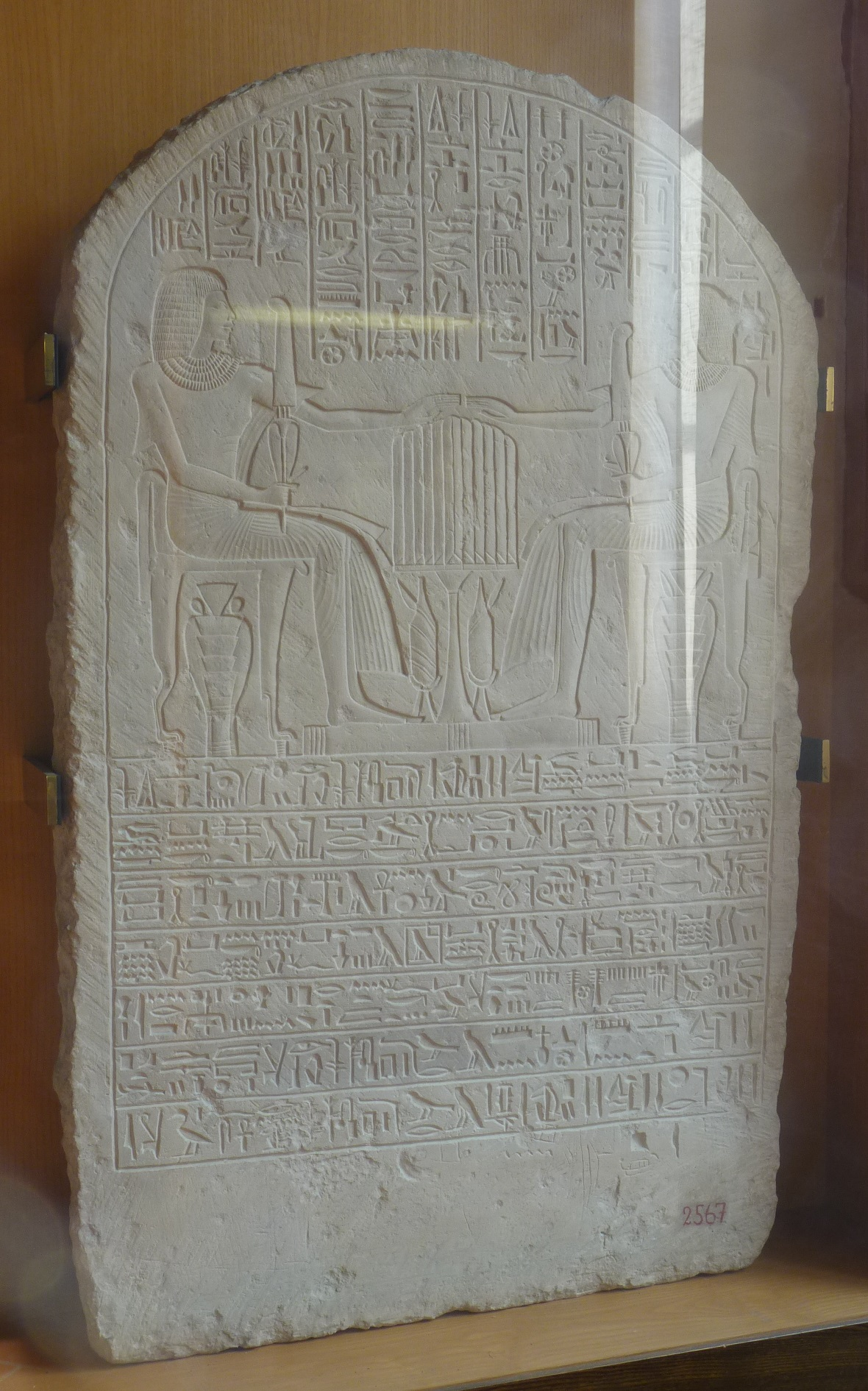
لوحة تصور أمنحتب وابنه إبي. كلاهما مديرا بيت منفيان

إبپي أو إپي أو إبي، الذي يكتب أحيانًا أبي، كان مسؤولًا في البلاط في عهد الملكين أمنحتب الثالث وأخناتون خلال الأسرة الثامنة عشر في مصر. كان إبي الوكيل الأعلى لمنف وكاتبًا ملكيًا.

## السيرة الذاتية
جاء إبي من عائلة معروفة من مسؤولي البلاط. كان ابن أمنحتب (حوي), مدير البيت العظيم في منف وزوجته ماي، وكان حفيد محافظ منف حبي. كان رعمسي، الوزير، عم إبي.
تولى إبي منصب والده بعد عيد الحب سد الأول لأمنحتب الثالث. ويظهر إبي في مقبرة عمه رعمسي في نهاية عهد أمنحتب الثالث عندما تولى مهام والده. استمر في منصبه في عهد إخناتون، ولم يعمل فقط في منف بل كان له وجود في أخيتاتون أيضًا.
في السنة الخامسة من حكم إخناتون، كتب إبي تقريرًا للملك يفيد بأن ممتلكات الدولة والمعبد في منف كانت في حالة جيدة. بعد ذلك أصبح مشرفًا على القصر الداخلي للملك في أخيتاتون. ومن المعروف أن إبي كان له منزل في هذه المدينة أيضًا.

## المقابر
وفقًا لدودسون، كان لإبي مقبرة معدة في طيبة، وهي المرقمة حاليا TT136. يقال أن هذه المقبرة تضمنت أربع صور لإخناتون في وضعية أوزيريس. ولكن إبي لم يكن مقيمًا في طيبة، مما يجعل من غير المحتمل أنه كان مالك هذه المقبرة.
ربما كان لإبي أيضًا مقبرة في العمارنة. تُعرف الآن بالمقبرة 10. هذه المقبرة صغيرة وغير مكتملة. يشك ويليام سي. هايز في تحديد هوية إبي من العمارنة مع إبي من منف بسبب نقص الألقاب التي يحملها المسؤول في العمارنة. يحمل إبي فقط ألقاب الكاتب الملكي والوكيل. تحتوي المقبرة على عناصر نموذجية مثل نسخة من ترنيمة آتون العظمى ومشاهد للعائلة الملكية تعبد آتون. يظهر إخناتون ونفرتيتي مثلاً وهما يقدمان قرابين - خرطوشات آتون محاطة بتماثيل صغيرة - إلى آتون. تظهر ميريت آتون، معكت آتون وعنخس إن با آتون خلف والديهما تهز الصلاصل.
يذكر مارتن وجود مقبرة لإبي في منف، لكن لم يتم تحديد موقعها بعد. من المحتمل أن تكون المقبرة تقع بالقرب من مقبرة والده أمنحتب (حوي). تم العثور على اثنين من الأواني الكانوبية لإبي من قبل جيوفاني أنستاسي، وهي الآن في المتحف الوطني الهولندي للآثار في لايدن. ظهر نقش من مقبرته في منف قبل عام 2011 في السوق الفنية.